# Lit de justice

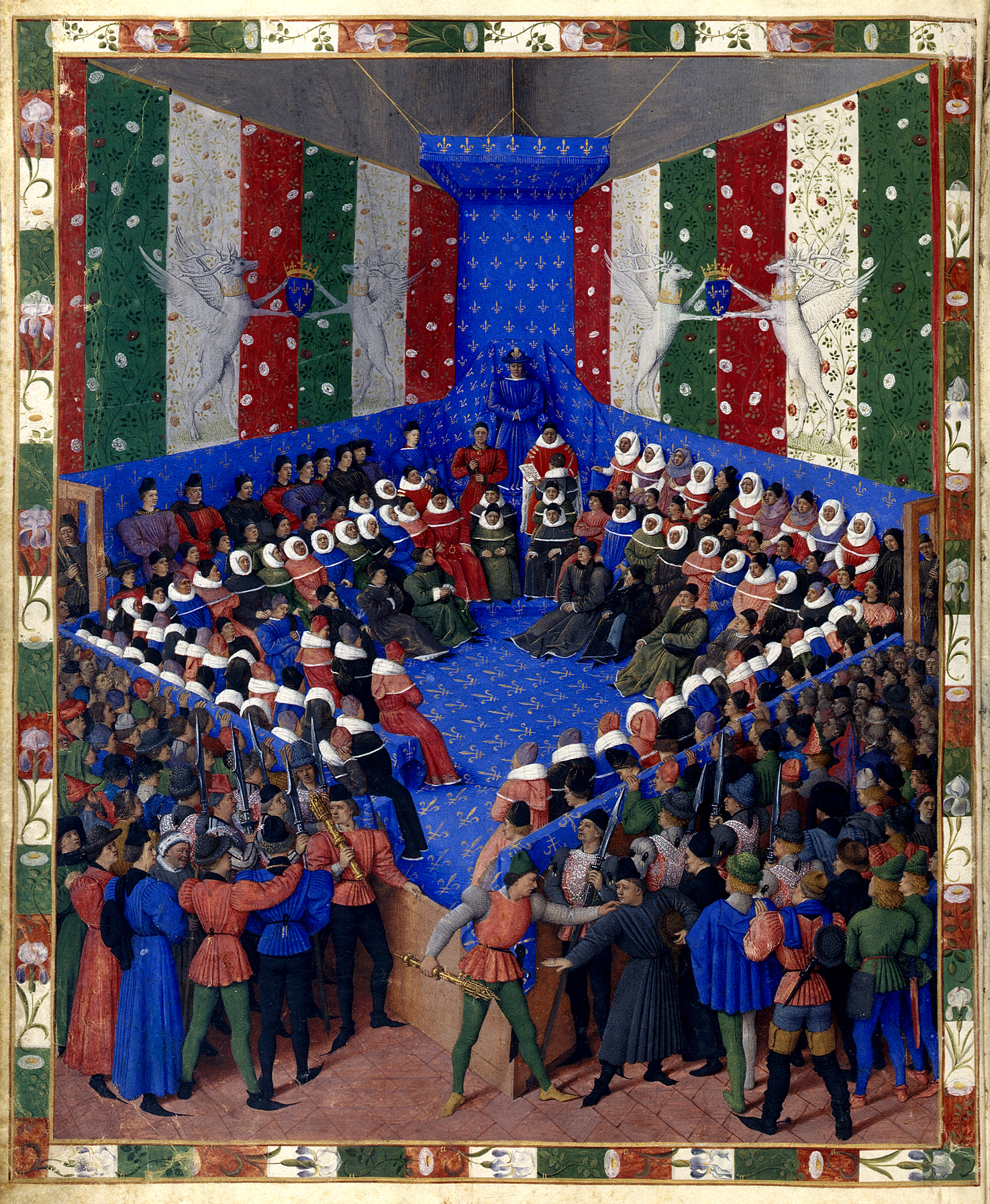
Lit de justice de Vendôme 1458. Darstellung von Jean Fouquet.

Lit de justice (Bett der Justiz) ist ein Ausdruck der königlichen Justiz der mittelalterlichen und der frühneuzeitlichen Herrschaft (Ancien Régime) in Frankreich und bedeutet eine besondere Sitzung des Parlements in Anwesenheit des französischen Königs. Abgeleitet wurde der Ausdruck vom baldachin-überdachten Königsthron in der Ecke des Versammlungssaales, der an ein Himmelbett erinnert. Fünf Kissen bildeten das Bett, auf einem davon saß der König, zwei stützten die Arme, eins den Rücken und das fünfte die Füße. Für private Gespräche war der Platz vor dem Thron leer.
Diese Sitte geht weit zurück vor die Zeit der Versammlungen, als der merowingische fränkische König seine Gerichtssitzung unter freiem Himmel abhielt, bei der er durch den Baldachin geschützt wurde. An der Sitzung, die normalerweise in der „Großen Kammer“ (frz. la Grande Chambre, Grand' Chambre, Grand-Chambre) des Pariser Parlements im königlichen Palast, heute der Justizpalast, abgehalten wurde, waren die Großen des Reiches anwesend: Prinzen von Geblüt, Herzöge und Pairs, Kardinäle und Marschälle, der Dauphin. Der König pflegte diese Versammlungen nach einem festen Ritus zu eröffnen und gab das Wort mit der Formulierung: „Mein Kanzler wird den Rest vortragen“ («Mon chancelier dira le reste.») an den Kanzler als Sprecher, der dann die königliche Erklärung vorlas – Regierungserklärung, Edikt, Kriegserklärung, Friedenserklärung. Auch Verbrechen Adliger wie Hochverrat wurden besonders im 14. Jahrhundert in dieser Versammlung abgehandelt. Die Anwesenheit des Herrschers übertrug die Gerichtsbarkeit des Parlements, das dann als Berater fungierte, auf den König – gemäß „adveniente principe, cessat magistratus“ – latein. für „Bei Erscheinen des Herrschers schweigt der Magistrat (als Richter)“. Allerdings war nicht jede Anwesenheit des Königs im Parlement auch gleichzeitig ein „Bett der Justiz“. Besonders Philipp IV. und seine drei Söhne Ludwig X., Philipp V. und Karl IV. wohnten oft der Parlement-Sitzung bei, die vor jedem beliebigen der 12 Parlements stattfinden konnte.
Seit Ludwig XIII. blieb das Lit de justice auf das Pariser Parlement beschränkt, unter Ludwig XIV. wurde es kaum einberufen, da er das Parlement nahezu vollständig entmachtete. Es wurde unter Ludwig XV. erneut belebt und diente auch der Durchsetzung der absolutistischen königlichen Herrschaft, rief aber zunehmend Widerstand hervor. Das letzte wurde unter Ludwig XVI. in Versailles abgehalten.